# Руссо, Орельян
Орельян Руссо (фр. Aurélien Rousseau; род. 25 июня 1976, Алес) — французский функционер и политик. Министр здравоохранения и профилактики (2023).

## Биография
Получил высшее историческое образование, окончил магистратуру по средневековой истории. Преподавал в лицее в Сен-Сен-Дени. Следуя семейной традиции, вступил в Коммунистическую партию. С 2001 года несколько лет работал в городской администрации Парижа, в 2009 году окончил Национальную школу администрации и был назначен в Государственный совет на должность аудитора. В 2015 году стал помощником главы аппарата премьер-министра Мануэля Вальса, в 2017 году возглавил Парижский монетный двор, в 2018 году назначен генеральным директором регионального агентства здравоохранения Иль-де-Франса. В 2021 году вернулся в Госсовет, а в мае 2022 года возглавил аппарат премьер-министра Элизабет Борн.
20 июля 2023 года в ходе серии кадровых перестановок в правительстве Борн получил портфель министра здравоохранения и профилактики.
20 декабря 2023 года ушёл в отставку в знак несогласия с одобрением накануне Национальным собранием проекта закона об иммиграции.

## Личная жизнь
В 2022 году женился на Маргарите Казнёв (род. 1988), возглавляющей агентство по медицинскому страхованию. В период обучения в Национальной школе администрации Орельяну Руссо был диагностирован синдром Гийена — Барре, вследствие которого он несколько месяцев был парализован.